# Campo di battaglia di Maratona

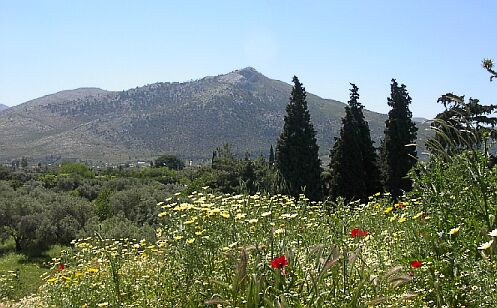
La piana di Maratona a distanza di due millenni e mezzo dall'epoca della battaglia

La ricostruzione del campo di battaglia di Maratona del 490 a.C. è tuttora oggetto di un dibattito molto acceso tra gli storici, dato che l'identificazione di molti luoghi chiave, basata sul resoconto dato da Pausania il Periegeta nel II secolo d.C. (visto che Erodoto non descrive in alcun modo la piana) e soprattutto sugli scavi archeologici degli ultimi due secoli, è assai complessa per via della scarsità dei dati disponibili e dei mutamenti subiti dalla piana di Maratona dall'epoca della battaglia.

## Geomorfologia
La pianura alluvionale di Maratona, lunga circa 9,6 km e larga circa 1,6 km, è circondata da alture di scisto e di marmo: procedendo in senso antiorario da nord-est si tratta dalla penisola di Cinosura (50 m) e dei monti Draconera (245 m), Megali Corifi (265 m), Mavrocorifi (225 m), Terocorifi (375 m), Lingovuni (335 m), Stavrocorachi (320 m), Cotroni (236 m), Aforismo (475 m) e Agrielichi (560 m).

## Vegetazione
Secondo il poeta Nonno nell'antichità la piana di Maratona era molto verde, coperta di olivi e viti. Anche il nome della piana è significativo: Maratona deriva dal greco antico μάραθον o μάραθος, cioè finocchio, a sottolineare come la piana di Maratona nell'antichità fosse piena di finocchi selvatici, presenti ancora oggi.
Risulta dunque probabile che la piana fosse coperta da qualche albero e soprattutto da campi, che però dopo il raccolto dovevano essere privi di intralci per l'avanzata dei soldati. Nel 1901 G. B. Grundy avanzò l'ipotesi che a sud del Caradro fossero coltivate delle viti, che avrebbero potuto intralciare notevolmente la cavalleria persiana.

## Idrografia

### Il fiume Caradro

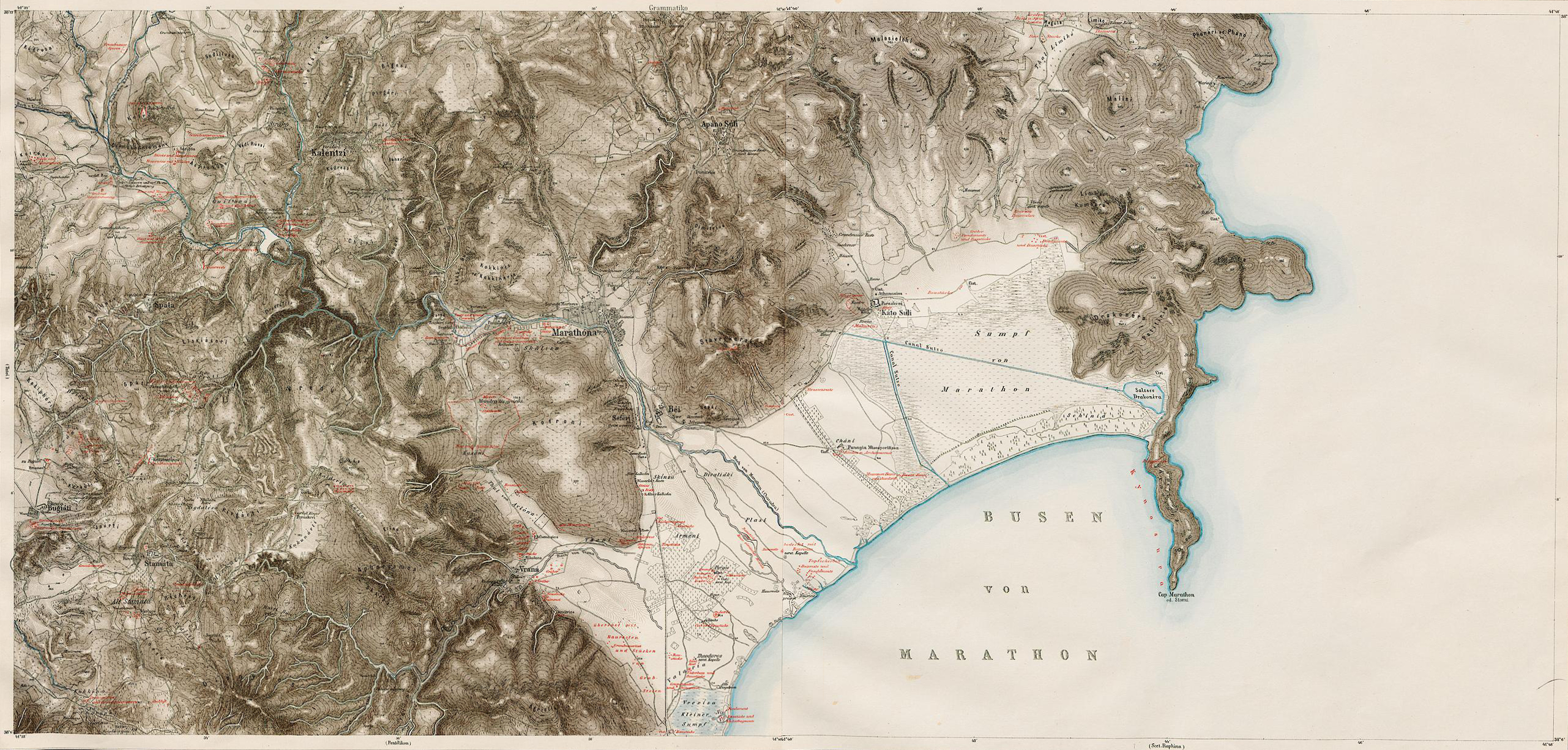
In questa mappa del 1885 si può vedere la quantità di detriti depositatisi nel delta del Caradro

La pianura odierna risulta più ampia dell'epoca della battaglia, dato che il Caradro (in greco antico: Χαράδρα?, Charàdra; questo termine in greco antico può essere utilizzato, senza la maiuscola, per indicare genericamente un torrente) e altri torrenti più piccoli che scorrono nella piana hanno portato a valle vari metri di detriti, la cui mole aumenta andando da nordest a sudovest. Il Caradro sgorga dal Parnes e attualmente sfocia più o meno in mezzo alla pianura.
Il Caradro fu soggetto a frequenti e pericolose esondazioni fino al 1920, quando vi fu costruita una diga. Secondo lo storico W.K. Pritchett nell'antichità le scoscese rive del Caradro erano alte fino a 5,5 m.
Da una mappa del 1792 di Louis-François-Sébastien Fauvel si può notare che il Caradro a quell'epoca scorreva attorno allo Stavrocorachi e si gettava in mare a nord-est, mentre in una mappa di Giovanni Battista Lusieri il Caradro procede a zig-zag e scompare dietro allo Stravrocorachi. Dato che la diga del 1920 non contiene molti detriti depositati dal fiume, alcuni storici pensano che probabilmente il Caradro scorresse nel mezzo della piana anche nell'antichità. Altri storici invece ritengono che all'epoca della battaglia il Caradro si gettasse nella Grande Palude.
Riguardo all'importanza del Caradro per lo svolgimento della battaglia, gli storici concordano sul fatto che sia stata trascurabile, dato che Erodoto non lo menziona nemmeno; si ritiene perciò che, ovunque passasse, non fosse un ostacolo né per gli uomini né per i cavalli, perlomeno durante un'estate secca che probabilmente l'aveva prosciugato del tutto o quasi.

### Grande Palude
L'estensione e le caratteristiche della Grande Palude sono tuttora dibattute.
Per quanto riguarda la natura della Grande Palude, lago salato o palude, nel II secolo Pausania affermava che si trattava di un lago in comunicazione col mare mediante un emissario; l'acqua del lago era dolce, ma diventata salata e piena di pesci marini vicino alla foce. Secondo uno studio svolto nel 1985 da Cecile Baeteman, che effettuò delle perforazioni a ovest della Grande Palude e datò i campioni col carbonio 14, la zona non fu interamente caratterizzata da un sistema fluviale prima del 530 o 590; più recentemente dei ricercatori guidati da Kosmos Pavlopoulos ha scavato dei pozzi a ovest della Grande Palude un po' più ad est dei punti analizzati da Baeteman, scoprendo che quella zona era stata sempre lambita dal mare fino al 1550 a.C. circa, che nei mille anni successivi aveva ricevuto sia acqua dolce sia acqua salata e che dopo il 550 a.C. non era stata più inondata da acqua salata; secondo uno studio di Richard Dunn degli anni 1990, basato su perforazioni effettuate tutto intorno alla Grande Palude, nel 490 a.C. la zona era o un lago dal fondale basso o una laguna comunicante col mare, un dato che s'accorda coll'affermazione di Pausania.
Per quanto riguarda l'estensione della Grande Palude, che attualmente è larga circa da 2 a 3 km e ha circa da 9,6 a 11,2 km di circonferenza, tra gli anni 1980 e 1990 alcuni studiosi effettuarono delle perforazioni per studiarne la storia e scoprirono che la pianura un tempo aveva dei delta alluvionali formati da dei torrenti molto più piccoli del Caradro che scendevano le montagne, che attorno all'8000 a.C. la pianura era più spostata nell'entroterra rispetto ad oggi e che nel 4000 a.C. i depositi di sabbia e ghiaia provenienti dal litorale ad est avevano iniziato a formare una spiaggia, che cominciò a spostarsi verso sud.
Nel 490 a.C. questa spiaggia si trovava nell'entroterra per quasi 500 m in più rispetto ad oggi, ma non si sa con esattezza se la formazione della Grande Palude, isolata dal resto del mare da questo cordone di sabbia, sia da datare prima o dopo la battaglia.
Dato che è molto difficile stabilire con certezza quando fosse fondo il passaggio che metteva in comunicazione la Grande Palude col mare (una moderna ricostruzione di trireme greca, la Olympias, ha un pescaggio di 1 m vuota e 1,2 m ad equipaggio completo), alcuni studiosi hanno ipotizzato una ricostruzione in cui le navi persiane erano almeno in parte ancorate all'interno della Grande Palude.
In occasione dei Giochi della XXVIII Olimpiade in quest'area è stato costruito lo Schinias Olympic Rowing and Canoeing Centre.

### Sorgenti
Nella pianura di Maratona scorrono anche alcuni corsi d'acqua alimentati da sorgenti ubicate ai piedi dell'Agrielichi e dietro il Draconera; nel 1825 William Martin Leake visitò la zona e trovò ancora le sorgenti, esistenti tuttora. La principale di queste è la sorgente di Megalo Mati, da identificare probabilmente colla sorgente Macaria citata da Pausania, che sgorga dallo Stavrocorachi e un tempo contribuiva all'approvvigionamento idrico di Atene.
Secondo Strabone la sorgente Macaria si trovava sotto la carraia che portava a Tricorinto e Leake afferma di aver trovato tracce di ruote antiche sulle rocce nella via che passa tra le falde dello Stavrocorachi e la Grande Palude, quindi è probabile che la sorgente Macaria sia proprio Megalo Mati.
Come nella parte settentrionale della piana, dove erano accampati i Persiani, esistevano molte sorgenti anche in quella meridionale, dove erano accampati i Greci; probabilmente quindi i Greci avevano acqua a sufficienza, mentre questo è più improbabile per i Persiani, che secondo una stima moderna necessitavano di circa 227.000 litri d'acqua al giorno.

### Linea della costa
La pianura di Maratona si formò attorno al 18000 a.C., quando alla fine dell'ultima era glaciale il mare si abbassò di circa 120 m, ma fu nuovamente sommersa dal mare tra l'8000 e il 6000 a.C., epoca in cui il mare raggiunse le pendici dei monti circostanti. Da quell'epoca in poi i fiumi che scendevano dalle montagne, soprattutto il Caradro, riformarono la pianura portando a valle grandi quantità di sedimenti, ma non si sa con precisione quando fosse estesa la pianura nel 490 a.C.
Secondo lo storico W.K. Pritchett nel periodo tra l'età arcaica e la dominazione romana della Grecia il mare ha continuato ad avanzare, un processo che continua tuttora; il confronto tra mappe dell'ultimo mezzo millennio mostra che la costa s'è effettivamente spostata, ma data l'assenza di studi basati su perforazioni del suolo i dati che si possiedono sono così pochi da non permettere di elaborare ipotesi più solide. Alcuni studiosi suppongono che dall'antichità ad oggi la costa sia rimasta più o meno uguale.

## Luoghi esistenti prima della battaglia

### Santuario di Eracle
La collocazione del santuario di Eracle (in greco antico: Ἡράκλειον?, Heràkleion), che nell'antichità si trovava all'interno di un bosco di ulivi sacri, presso il quale si accamparono gli Ateniesi e in seguito anche i Plateesi è discussa. Secondo Luciano di Samosata questo tempio era nei pressi della tomba di Euristeo; secondo Strabone il suo corpo era sepolto a Gargetto, mentre la sua testa si trovava a Tricorinto vicino alla sorgente Macaria. Non si sa se Luciano parlasse del luogo di sepoltura del corpo o della testa, ma dato che a Gargetto non c'è alcuna informazione riguardo a templi di Eracle sembra più probabile che parlasse della tomba di Tricorinto; in ogni caso è impossibile che i Greci si fossero accampati proprio a Tricorinto, dato che provenivano dalla parte opposta della piana, ed è quindi probabile che "nei pressi" sia da intendersi in senso meno restrittivo e che sia quindi inutile ai fini della localizzazione del santuario di Eracle.
Le principali ipotesi avanzate sono le seguenti:
- Nel 1846 William Martin Leake propose che il santuario fosse ai piedi dell'Agrieliki, circa 1,2 km a sud-est di Vrana
- Nel 1876 H.G. Lolling propose che il santuario fosse presso un recinto di pietra chiamato ovile della vecchia signora nella valle di Avlona; nel 1966 però si scoprì che si trattava di una costruzione del II secolo d.C. appartenuta ad Erode Attico
- Nel 1908 W.W. How e J. Wells proposero che il santuario fosse su uno sperone dell'Aforismo sopra Vrana; non s'è però trovata alcuna traccia di santuario
- Nel 1934 Georgios Soteriades identificò col santuario dei resti di una costruzione posta a nord della cappella di San Demetrio; il muro però potrebbe anche essere moderno
- N. G. L. Hammond propose che il santuario fosse all'estremità meridionale delle pendici del Cotroni; non s'è però trovata alcuna traccia di santuario
- W.K. Pritchett propose che il santuario fosse all'imboccatura della valle di Vrana;
- Eugene Vanderpool propose che il santuario fosse presso Valaria, a nord della piccola palude.

Il dibattito tra le ultime due teorie non è ancora chiuso: nel primo dei due luoghi si trovano le fondamenta di un piccolo tempio e di un edificio più grande, ma nessuna iscrizione riguardante Eracle, mentre nel secondo ci sono iscrizioni riguardanti Eracle ma non fondamenta, quindi entrambe le ipotesi sono valide. Dato il ritrovamento di alcune iscrizioni e vista la sua ubicazione, che avrebbe permesso agli Ateniesi di bloccare la principale via diretta ad Atene, alcuni studiosi propendono per l'ipotesi di Vanderpool.

### Demo di Maratona

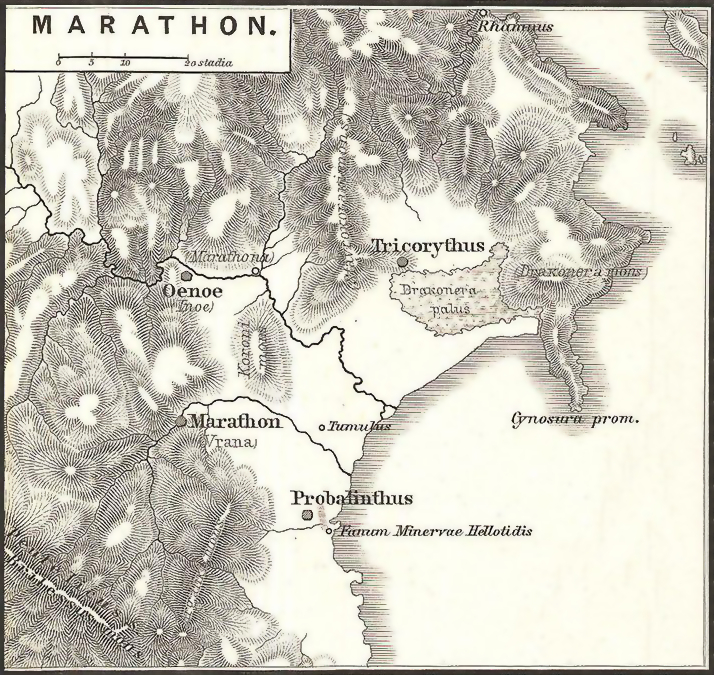
In questa mappa del 1865 viene ancora proposta l'identificazione del demo di Maratona con Vrana, poi rivelatasi errata; il Tumulus è il Soros e la Drakonera palus è la Grande Palude

Il demo di Maratona, nono tra i 139 demi ateniesi per numero di abitanti, è anch'esso molto difficile da localizzare, dato che al momento non s'è ancora trovata alcuna prova decisiva a favore delle numerose proposte fatte dagli storici.
Le principali ipotesi avanzate sono le seguenti, anche se le prime cinque sono già state confutate:
- L'odierna Maratona, tra il Cotroni e lo Stavrocorachi;
- Sulla riva sinistra del Caradro, tra l'odierna Maratone e la piana;
- Sul terreno pianeggiante ai piedi dell'Agrielichi, a 2,5 km dalla costa, a est del cimitero posto sotto la cappella di San Demetrio;
- Alle falde sudorientali del Cotroni, all'estremità settentrionale della valle di Vrana;
- Il villaggio di Vrana, all'imboccatura della valle di Vrana;
- La palude di Vrexisa, all'ingresso sudoccidentale della piana;
- La zona di Plasi, sulla riva destra del Caradro nei pressi della costa.

Il dibattito tra le ultime due teorie non è ancora chiuso: nel primo dei due luoghi si sono rinvenuti solo resti di epoca romana, mentre nel secondo si sono ritrovati moltissimi reperti e resti di costruzioni, ma tutti di vari secoli successivi alla battaglia. Uno dei motivi per cui a Plasi non si sono trovati resti dell'epoca di Maratona potrebbe essere l'avanzamento del mare, dove forse si trova gran parte dell'antico demo.
Secondo un'ultima ipotesi, formulata da Vasileios Petrakos, non si sono trovati i resti del demo di Maratona perché esso non era costituito da un villaggio unico ma da numerose abitazioni sparse.

## Strutture legate alla battaglia

### Mangiatoie dei cavalli persiani
Le mangiatore dei cavalli di Artaferne, citate da Pausania, si trovano ad est del lago, dalla parte del Draconera. William Martin Leake rilevò una piccola caverna che sembrava essere stata scavata dall'uomo e ipotizzò che si trattasse delle mangiatoie di Artaferne; l'ipotesi più accreditata è però quella di James Frazer, che nel 1898 localizzò queste mangiatoie con alcune nicchie scavate nella roccia a metà dell'altezza di una collina situata sopra Cato Suli, nicchie che la popolazione locale chiamava proprio "mangiatoie di Artaferne". Secondo Peter Krentz quest'ultima localizzazione è verosimile, dato che porrebbe l'accampamento della cavalleria nella piana di Tricorinto, vicino alla sorgente Macaria, come aveva ipotizzato anche Leake.

### Grotta di Pan

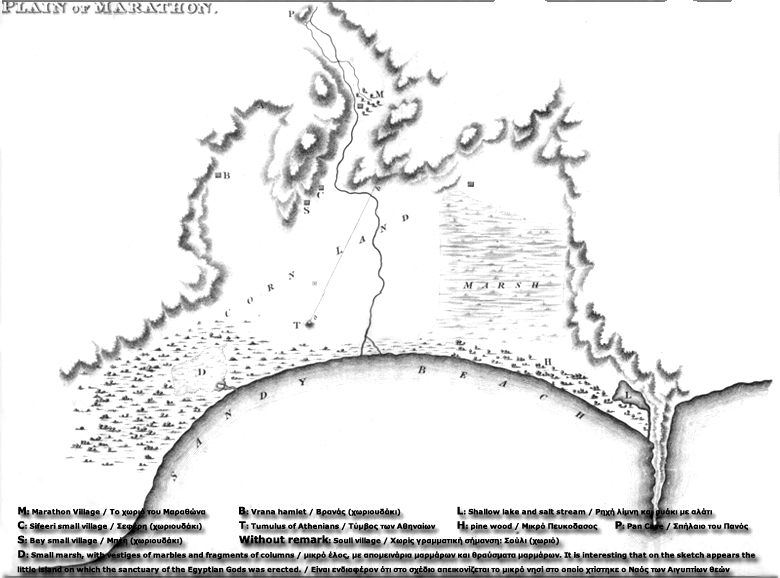
In questa mappa del 1817 si può vedere la localizzazione di una grotta di Pan indicata colla lettera "P", in alto al centro

La grotta di Pan, visitata nell'antichità da Pausania e da altri viaggiatori, fu poi abbandonata e riscoperta nel 1958, a 3,5 km dall'odierna Maratona; l'archeologo Ioannis Papadimitriou vi rinvenne un'iscrizione con una dedica a Pan e alle ninfe e scoprì che la grotta era stata abitata dal Neolitico all'età Micenea, che poi era rimasta abbandonata e che era tornata abitata dopo la battaglia.

## Sepolture

### Tomba degli Ateniesi

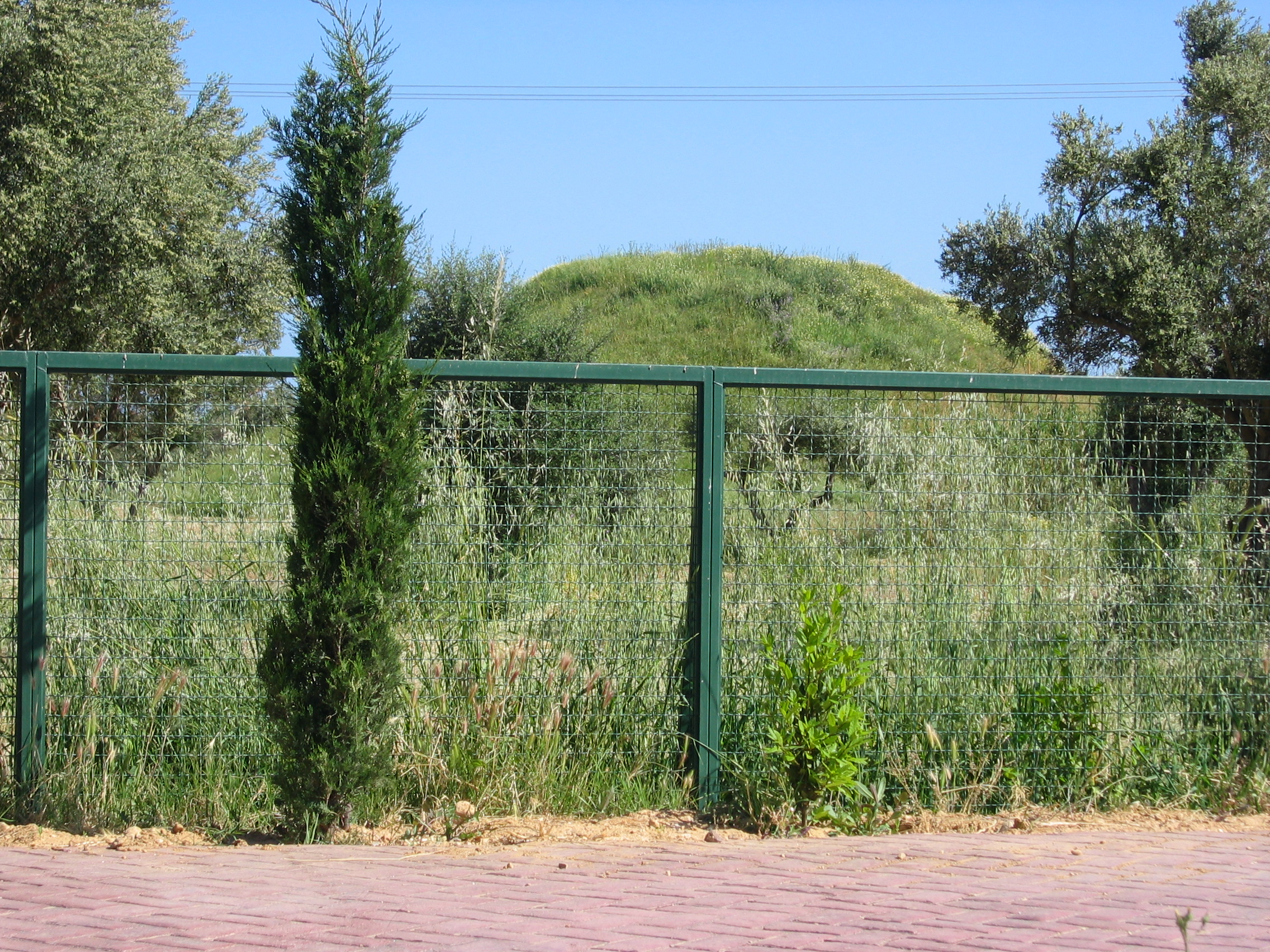
Il Soros nel 2005

La tomba degli Ateniesi è unanimemente identificata col tumulo chiamato Soros (in greco antico: Σορός?).
Questo tumulo alla fine del Settecento e durante l'intero Ottocento è stato oggetto di vari scavi che l'hanno fortemente danneggiato, ma è tuttora ben visibile.
L'importanza della localizzazione della tomba degli Ateniesi deriva da un'affermazione di Pausania secondo la quale i caduti ateniesi erano stati sepolti "sul posto" e dalla scoperta di varie punte di freccia nel tumulo, che secondo N. G. L. Hammond dimostrerebbe che questo era stato fatto con terra presa dal campo di battaglia, dove erano cadute numerose frecce persiane. Tuttavia l'affermazione di Pausania probabilmente non è da prendere alla lettera: visto che sta parlando di un'eccezione, dato che di solito gli Ateniesi seppellivano i loro caduti presso la porta del Dipilo e non sul campo di battaglia, è probabile che intenda che gli Ateniesi furono seppelliti a Maratona invece che al Dipilo, senza però voler dire che il tumulo era proprio dove avevano combattuto; quanto al controverso ritrovamento delle punte di frecce si può concludere che, visto che né Staes né Schliemann ritrovarono punte di frecce e che gli altri resoconti non sono verificabili, non è detto che il Soros sia stato eretto con terra proveniente dal campo di battaglia, quindi la localizzazione della tomba degli Ateniesi risulta di scarsa importanza.

### Tomba dei Plateesi
Negli anni 1970 l'archeologo Spyridōn Marinatos rinvenne cinque tumuli funerari a Vrana, quattro di epoca preistorica e uno di epoca tardo-arcaica. In quest'ultimo, scavato per metà, Marinatos rinvenne le salme di dieci uomini, due cremati, e di un bambino di circa dieci anni; gran parte delle inumazioni avevano al loro fianco delle pietre tombali con iscrizioni in alfabeto ionico, quello più usato dagli Ateniesi, e furono rinvenuti anche frammenti di vasellame. Marinatos, basandosi sulla somiglianza tra il vasellame di questo tumulo e quello del Soros e anche sull'assenza di corpi femminili, ipotizzò che si trattasse della tomba dei Plateesi morti in battaglia, propose che Archia fosse un ufficiale e il bambino un messo militare e affermò che secondo lui i Plateesi non erano stati sepolti assieme agli schiavi liberati, come invece sembrerebbe affermare Pausania.
L'ipotesi di Marinatos non è unanimemente accettata dagli studiosi, dato che il tumulo è a 2,5 km dal Soros e quindi fuori dalle linee greche, oltre che troppo lontano dalla strada seguita da Pausania quando visitò Maratona; un altro dato singolare è che i corpi del Soros erano stati cremati, mentre quelli della tomba di Marinatos quasi tutti inumati. Si potrebbe supporre che quest'ultima sia quindi una tomba di famiglia, visto anche il fatto che è sita in un luogo usato per le sepolture già in precedenza. Si potrebbe invece pensare che questa sia davvero la tomba dei Plateesi, sepolti in quel luogo perché si trovassero di fianco alla strada che avevano percorso venendo a Maratona.
Un'altra ipotesi è che la tomba dei Plateesi fosse il tumulo più piccolo a fianco al Soros che osservarono i primi visitatori dell'Ottocento, ma dato che questo tumulo è scomparso non si può verificare la validità dell'ipotesi.

### Fossa comune dei Persiani
La fossa comune nella quale gli Ateniesi avrebbero gettato i corpi dei 6400 Persiani uccisi viene citata da Pausania, che però dichiara di non averla trovata. Nel 1884/1885 invece l'ufficiale tedesco Hauptmann Eschenburg dichiarò di aver ritrovato una gran quantità di ossa ammucchiate in disordine appartenenti a centinaia di morti in un'area che andava da sotto un vigneto fino alla Grande Palude; questa al momento resta l'unica ipotesi avanzata.

## Monumenti eretti dopo la battaglia

### Monumento a Milziade
Il monumento a Milziade o Pyrgos (in greco antico: πύργος?, pýrgos, "torre"), osservato dai visitatori dell'antichità, è situato a circa 600/700 m dal Soros. William Martin Leake ne descrisse le rovine ("fondamenta di un monumento squadrato, edificato con grandi blocchi di marmo bianco"), ma i blocchi di marmo in breve scomparvero e nel 1890 restavano solo mattoni e malta. Eugene Vanderpool sosteneva che il Pyrgos fosse una torre medievale costruita coi resti dei monumenti antichi della piana, forse del monumento di Milziade forse di uno dei tanti santuari della zona (forse il santuario di Dioniso, centro religioso della tetrapoli di Maratona).

### Trofeo

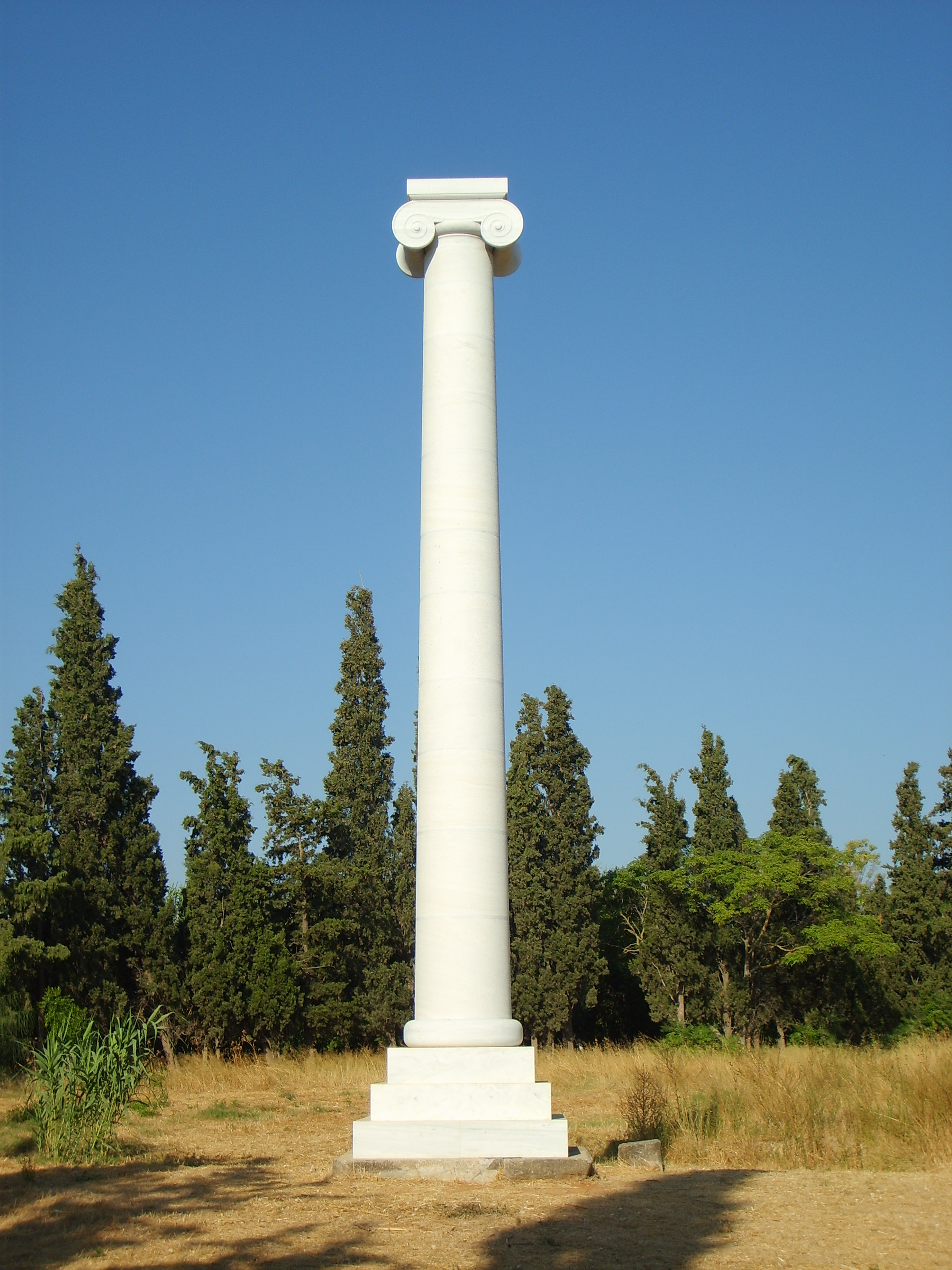
La colonna del 2004

Nel 1966 Eugene Vanderpool, scavando presso le rovine di una torre medievale situata a fianco della cappella di Panagia Mesosporitissa (a metà strada fra il litorale odierno, che si trova a circa 1500 passi, e le pendici dello Stravrocorachi, a pochi metri dal limite occidentale della Grande Palude), rinvenne un capitello ionico, almeno cinque frammenti di colonne (altri due più distanti dagli altri, citati da viaggiatori dell'Ottocento, sono scomparsi), delle fondamenta di pietrisco e malta (ma non fondamenta di epoca antica), un frammento molto danneggiato di una scultura, numerosi blocchi di pietra a forma di gradino e altri ampi e tozzi; Vanderpool ipotizzò che fossero i resti di una colonna ionica alta più di 11 m e databile per lo stile del capitello fra il 475 e il 450 a.C. e propose che si trattasse del trofeo di marmo bianco citato da Pausania, ipotesi che era già stata avanzata da William Martin Leake nel 1829.
Secondo gli storici moderni il trofeo citato da Pausania fu eretto proprio in quel luogo dato che il trofeo innalzato il giorno stesso della battaglia, costituito inizialmente dalle armature e dalle armi nemiche appese ad un albero o ad un palo e poi sostituito dalla colonna marmorea (citata da Aristofane e Platone) eretta da Cimone in onore del padre attorno al 460 a.C., si trovava sempre nel punto in cui gli avversari avevano cominciato a darsi alla fuga; si tratta quindi di un elemento fondamentale per ricostruire la battaglia.
In occasione delle Olimpiadi del 2004 è stato eretta a fianco del sito localizzato da Vanderpool una nuova colonna di marmo che poggia su tre gradini, a commemorare l'antico trofeo ateniese.